# Le Maître de la camorra
Pour plus de détails, voir Fiche technique et Distribution.
Le Maître de la camorra (Il camorrista) est un film italien réalisé par Giuseppe Tornatore et sorti en 1986.
Ce premier film de Tornatore est adapté du roman Il camorrista de Giuseppe Marrazzo (it), d'après l'histoire vraie du patron de camorra Raffaele Cutolo.

## Synopsis
En 1963, un jeune délinquant, Raffaele Cutolo, tue un homme qui importunait sa sœur Rosaria (Rosetta dans la réalité), et est envoyé en prison.
Au fil des dix années dans la prison Poggioreale de Naples, il devient connu sous le nom de « Le professeur », un personnage puissant, craint et respecté. Avec ses amis Alfredo Canale et Pasquale Zara dit « l'animal », il crée l'organisation criminelle Nuova Camorra Organizzata. Entièrement gérée depuis la cellule de Raffaele Cutolo, l'organisation grandit et s'étend jusqu'aux années 1970 où elle se heurte aux anciennes familles de la camorra, déclenchant une guerre mafieuse qui ensanglante tout le Sud de l'Italie dans les années 1970 et 1980.
En 1980, un tremblement de terre frappe Naples et la Campanie. Avec le combat pour l'argent de la reconstruction du gouvernement, la guerre de la camorra continue encore plus brutalement qu'avant. En 1981, les brigades rouges kidnappent l'assesseur régional (appelé Mimmo Mesillo dans le film, dans la réalité il s'agit de Ciro Cirillo). Les membres du parti démocrate-chrétien, auquel appartient Mimmo Mesillo, font appel au Professeur pour qu'il intervienne, par peur que Mimmo Mesillo ne révèle des secrets du parti. En échange, il lui est promis la liberté à des prétextes psychiatriques, ainsi que 3 milliards de rançon. L'assesseur est libéré, mais arrêté par les services secrets.
Les politiciens ne respectent pas l'accord et le professeur est transféré dans la prison de haute sécurité d'Asinara, par décret spécial du président italien Sandro Pertini. Cela accélère la désintégration de l'organisation du Professeur dont les hommes commencent à coopérer avec la police. Sa sœur Rosaria essaye sans succès de contrecarrer cette évolution. À la fin, ils tuent Ciro, un homme de confiance qui s'est vendu aux politiciens, en le faisant sauter dans sa voiture et en coulant sa petite amie dans un pylône de ciment. 

## Fiche technique
- Titre original : Il camorrista
- Titre français : Le Maître de la camorra
- Réalisation : Giuseppe Tornatore
- Scénario : Giuseppe Tornatore et Massimo De Rita, d'après Il camorrista de Giuseppe Marrazzo (it)
- Direction artistique : Osvaldo Desideri
- Décors : Antonio Visone (it)
- Costumes : Luciana Marinucci
- Photographie : Blasco Giurato
- Montage : Mario Morra
- Musique : Nicola Piovani
- Société(s) de production : Arlac Film, Reteitalia, Titanus
- Société(s) de distribution : Titanus
- Pays d’origine :  Italie
- Langue originale : italien
- Format : couleur, sonore
- Genre : drame et film de gangsters
- Durée : 168 minutes
- Dates de sortie : 12 septembre 1986 en Italie

## Distribution
- Ben Gazzara : Franco, dit « 'O Professore 'e Vesuviano »
- Laura del Sol : Rosaria, sœur de Franco
- Leo Gullotta : commissaire Iervolino
- Nicola Di Pinto (it) : Alfredo Canale
- Luciano Bartoli (it) : Ciro Parrella
- Maria Carta : mère de Franco
- Biagio Pelligra : père de Franco
- Franco Interlenghi : Don Saverio
- Piero Vida (it) : Mimmo Mesillo
- Marzio Honorato (it) : Salvatore
- Lino Troisi : Antonio « Malacarne »
- Anita Zagaria : Anna, femme de Franco
- Mario Frera (it) : parrain
- Pino D'Angiò : Verzella
- Giacomo Piperno (it) : questeur
- Marino Masè : Sapienza
- Mario Donatone : le prêtre à la première procession

## Récompenses
- Ruban d'argent du meilleur nouveau réalisateur pour Giuseppe Tornatore
- David di Donatello du meilleur acteur dans un second rôle pour Leo Gullotta